# NGC 5289
NGC 5289 (również PGC 48749 lub UGC 8699) – galaktyka spiralna z poprzeczką (SBab), znajdująca się w gwiazdozbiorze Psów Gończych. Odkrył ją William Herschel 9 kwietnia 1787 roku.